# California Surf Museum
Il California Surf Museum è un museo ubicato al 312 Pier View Way a Oceanside, in California, dedicato all'archiviazione e alla visualizzazione tavole da surf, surf d'arte, cimeli, attrezzature, fotografie, riviste, video e altro ancora. L'esposizione permanente, di tavole da surf, del California Surf Museum comprende tavole di legno dal 1900 ai giorni nostri. Il museo ha esposizioni a rotazione ed è visitato da circa 20 000 persone ogni anno. È stato fondato nel 1986 a Encinitas e successivamente trasferito a Pacific Beach prima di essere definitivamente spostato a Oceanside nel 1991. L'attuale sistemazione (la terza dalla fondazione) occupa una superficie di 470 m2 in un edificio situato nel centro di Oceanside vicino al molo. Il museo ospita una serie di eventi ogni anno, tra cui una serata di gala per la raccolta fondi, tre giorni di Surf Film Festival, il Legend day, presentazioni di libri, concerti e molto altro. Il California Surf Museum è un'organizzazione non a fini di lucro.
Il museo dispone di una esposizione di molti pezzi unici di surf, tra cui una mostra dedicata a Bethany Hamilton che perse un braccio in seguito ad un attacco squalo al largo della costa delle Hawaii. La mostra comprende la tavola usata dalla Hamilton in quella occasione, mancante di un grande pezzo morso dallo squalo quando addentò il braccio della surfista.

## Galleria d'immagini

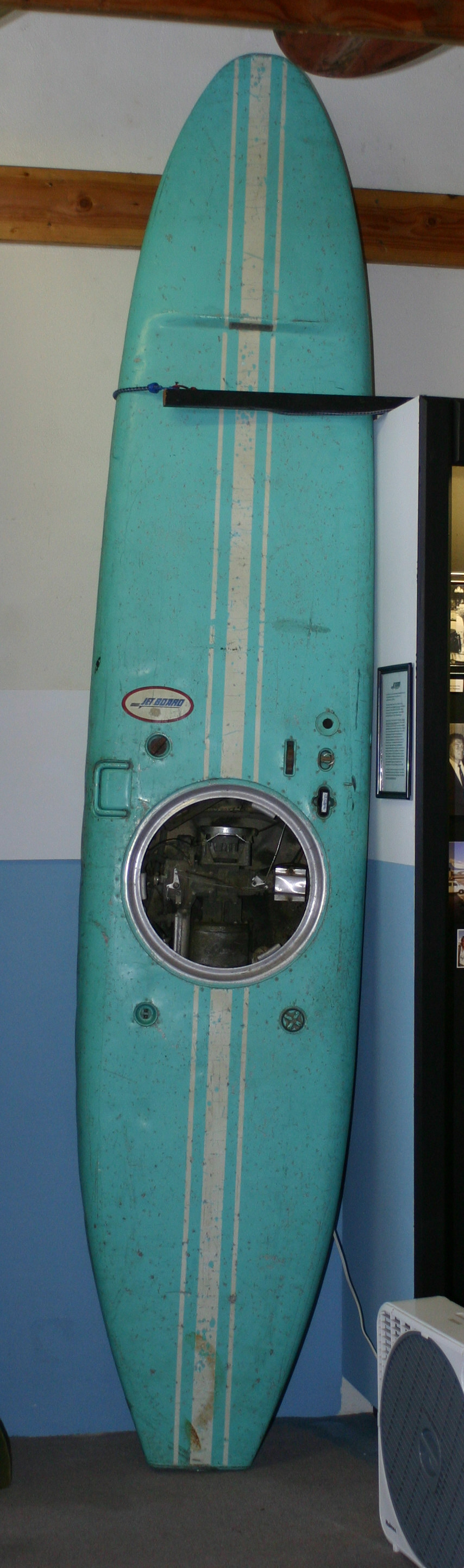
Un Jetboard, surf motorizzato
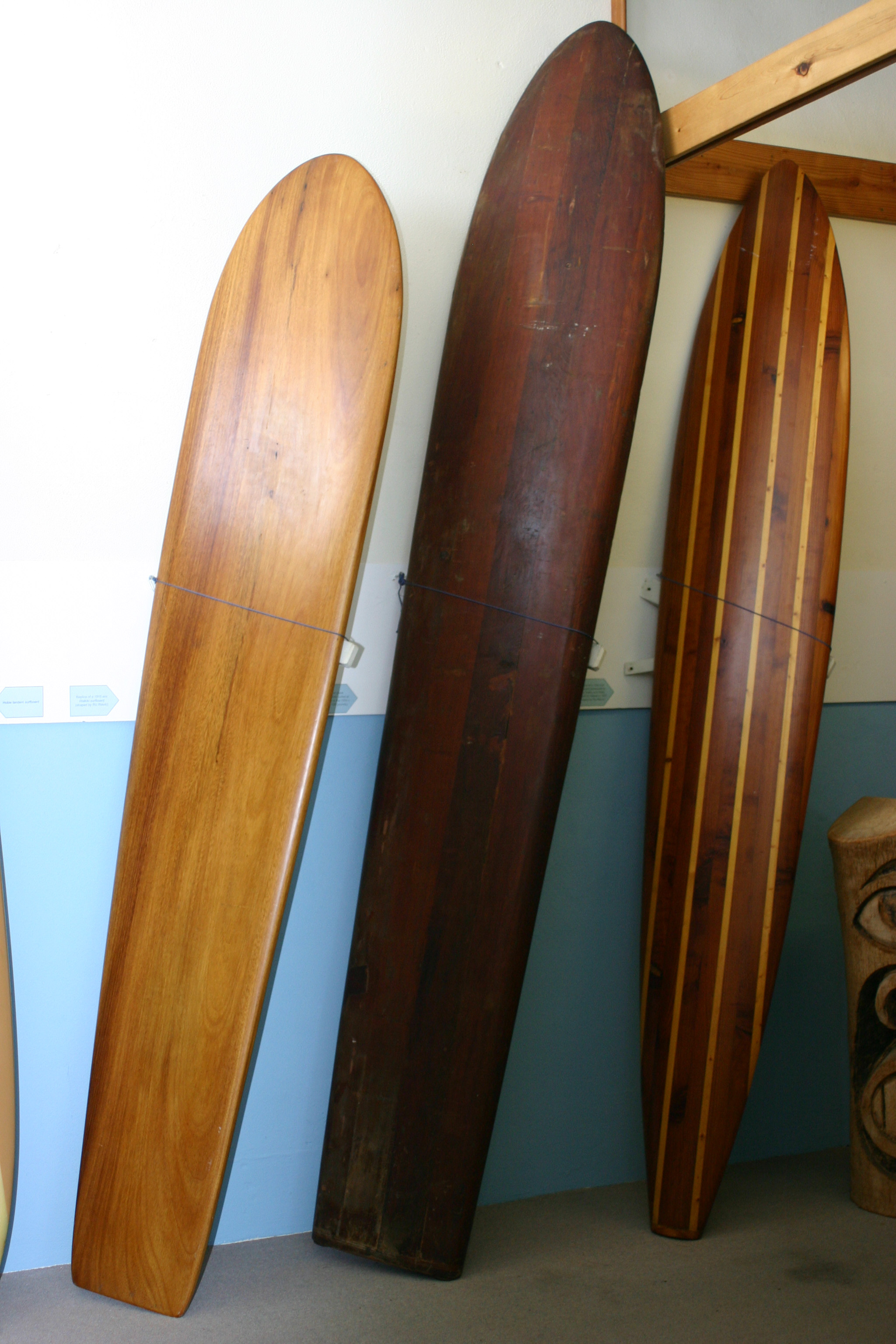
Immagini di surf di diversa epoca
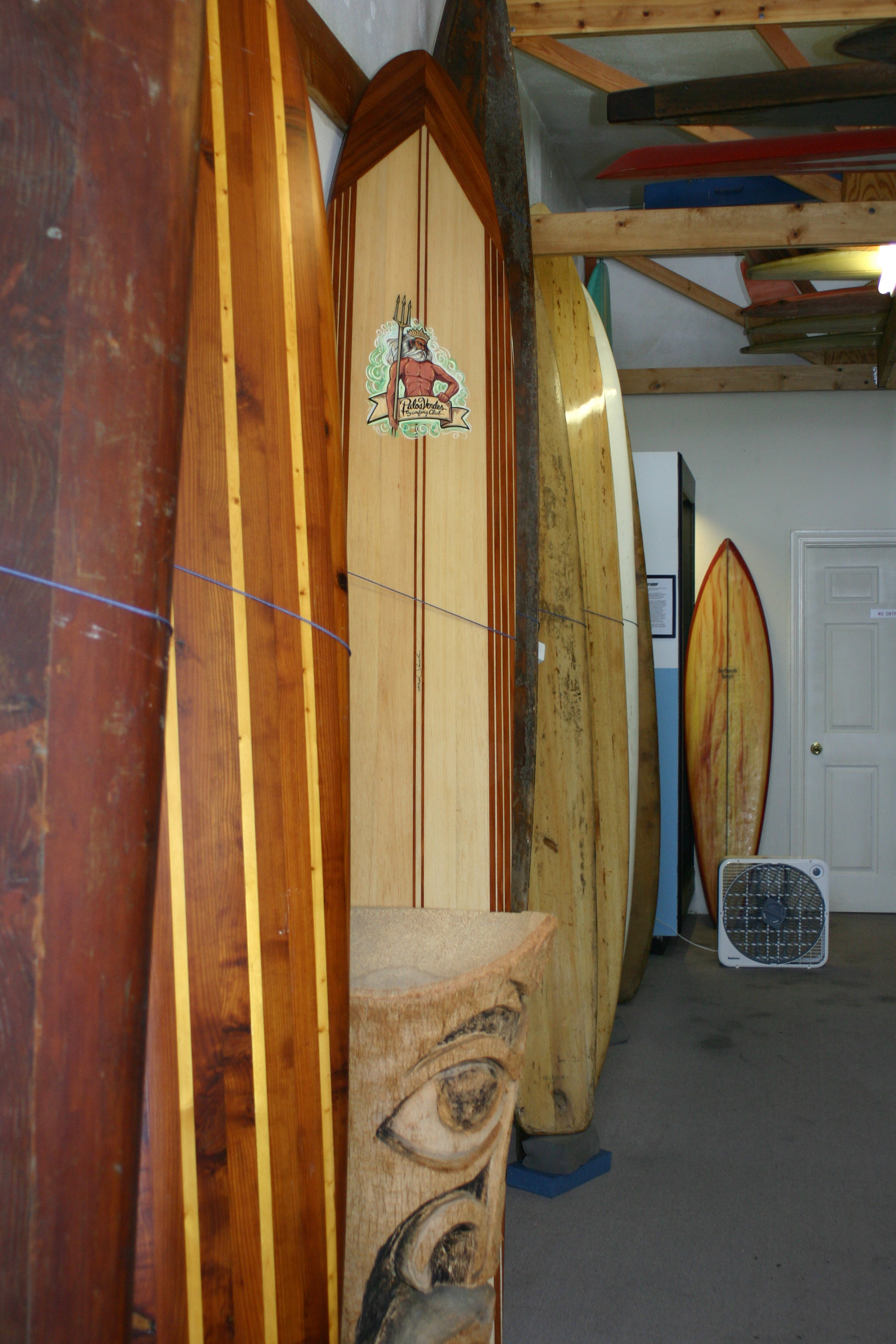
Immagini di surf di diversa epoca e riproduzioni